# Louis Ier Phélypeaux de Pontchartrain
Pour les articles homonymes, voir Louis Ier et Famille Phélypeaux.
Louis I Phélypeaux de Pontchartrain, seigneur de Pontchartrain, est un magistrat et homme d'État français né en 1613 mort le 30 avril 1685.

## Biographie
Fils de Paul Phélypeaux de Pontchartrain, il est secrétaire d'État en survivance au décès de son père, puis reçu conseiller au Parlement de Paris le 13 mars 1637
, puis président à la chambre des comptes de Paris du 23 août 1650 au 20 août 1671. Il y succède à Paul II Ardier, son parent.
Il épouse par contrat du 24 juillet 1639 Marie Suzanne Talon, décédée le 1er octobre 1653 (fille de Jacques Talon, conseiller d'État). 
Il a quatre enfants, 2 garçons et 2 filles :
- Suzanne Phélypeaux (née le 12 février 1641, morte le 24 mars 1690), mariée en 1656 avec Jérôme Bignon, avocat général au parlement de Paris
- Louis Phélypeaux de Pontchartrain (né le 29 mars 1643 à Paris, mort à Pontchartrain en Jouars le 22 décembre 1727), contrôleur général des finances du 20 septembre 1689 au 5 septembre 1699, secrétaire d'Etat à la Marine et à la Maison du roi du 6 novembre 1690 au 5 septembre 1699, ministre d'Etat du 6 novembre 1660 au 2 juillet 1714, chancelier de France en 1699-1714.
- Marie-Claude Phélypeaux (née le 7 juillet 1644, morte en couches le 23 janvier 1661), mariée en 1660 à Louis Habert fils de Henri-Louis Habert, seigneur de Montmor, de La Brosse, comte du Mesnil-Saint-Denis, conseiller au parlement de Paris
- Jean-Baptiste Phélypeaux seigneur d'Arzilles (né le 12 mars 1646, mort le 19 août 1711), conseiller d'Etat, maître des Requêtes, époux de Marie-Anne de Beauharnais.

## Sources
- Charles Frostin, Les Pontchartrain, ministres de Louis XIV: alliances et réseau d'influence sous l'Ancien Régime, 2006
- Jacques Cuvilier, Famille et patrimoine de la haute noblesse française au XVIIIe siècle: Le cas des Phélypeaux, Gouffier, Choiseul, 2005
- Luc-Normand Tellier, Face aux Colbert: les Le Tellier, Vauban, Turgot-- et l'avènement du libéralisme, 1987